# Petkovo, Sofia
Petkovo (în bulgară Петково) este un sat în comuna Elin Pelin, regiunea Sofia,  Bulgaria. 

## Demografie
Componența etnică a satului Petkovo
     Turci (1,65%)
     Bulgari (84,78%)
     Romi (1,53%)
     Nicio identificare (12,02%)
La recensământul din 2011, populația satului Petkovo era de 848 locuitori. Din punct de vedere etnic, majoritatea locuitorilor (84,78%) erau bulgari, existând și minorități de turci (1,65%) și romi (1,53%). Pentru 12,02% din locuitori nu este cunoscută apartenența etnică.